# Coupe de Hong Kong de football

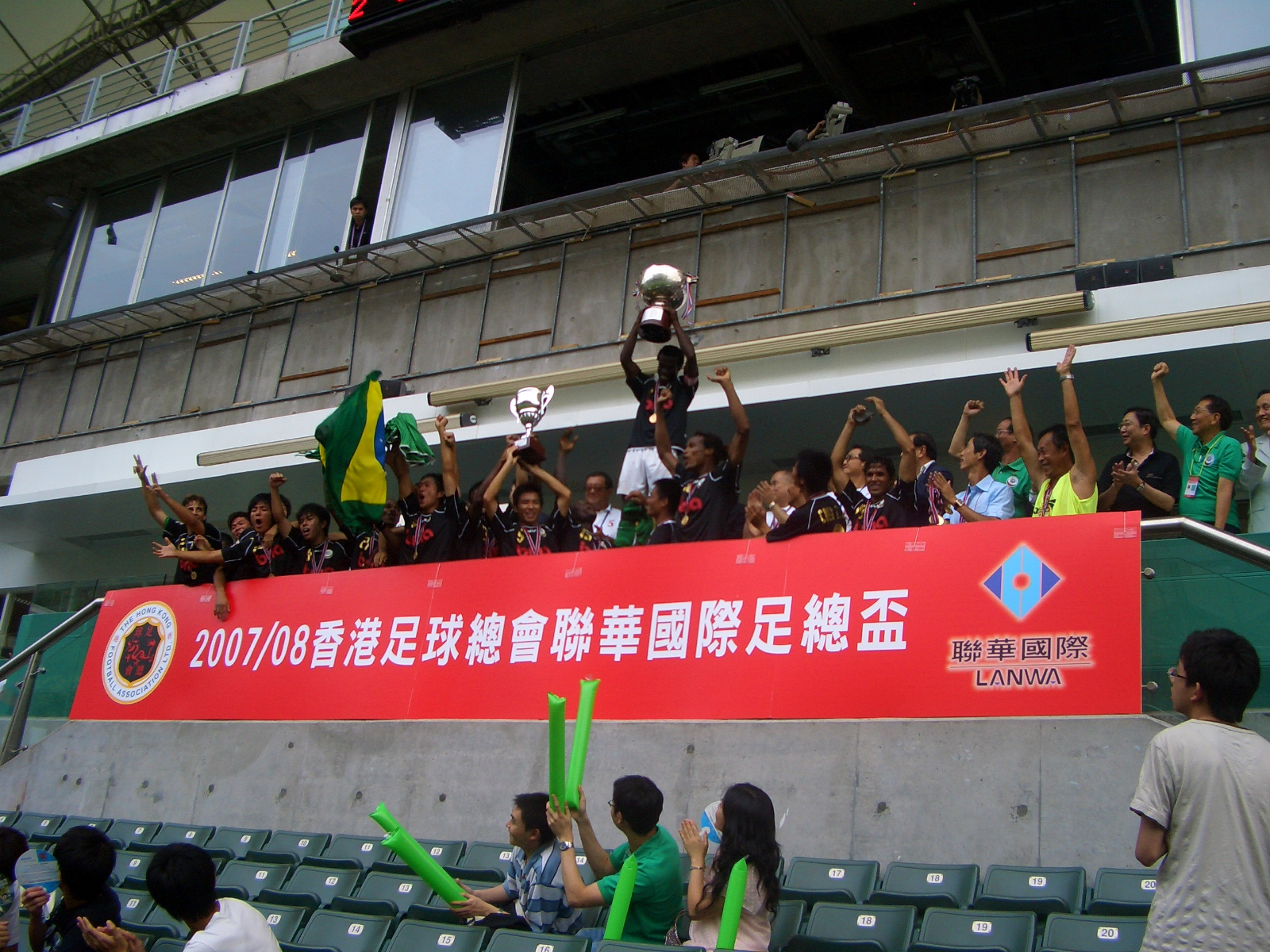
Les joueurs de Citizen AA célèbrent après avoir remporté la Coupe de Hong Kong

La Coupe de Hong Kong de football a été créée en 1974.

## Palmarès
- 1974-1975 : Seiko SA 0-1 / 5-1 Hong Kong Rangers
- 1975-1976 : Seiko SA 2-1 / 1-0 South China AA
- 1976-1977 : Hong Kong Rangers 3-1 / 0-1 South China AA
- 1977-1978 : Seiko SA 2-1 Blake Garden FC
- 1978-1979 : Yuen Long SA 2-2 (tab 4-2) Seiko SA
- 1979-1980 : Seiko SA 3-2 Bulova
- 1980-1981 : Seiko SA 2-0 Sea Bee FC
- 1981-1982 : Bulova 4-1 Sea Bee FC
- 1982-1983 : Bulova 3-0 Hong Kong Rangers
- 1983-1984 : Eastern AA 2-1 Zindabad FC
- 1984-1985 : South China AA 2-2 3-1 Harps FC
- 1985-1986 : Seiko SA 2-1 South China AA
- 1986-1987 : South China AA 4-1 Happy Valley AA
- 1987-1988 : South China AA 2-0 Tsuen Wan
- 1988-1989 : Lai Sun Double Flower FA 2-0 Tsuen Wan
- 1989-1990 : South China AA 1-0 Lai Sun
- 1990-1991 : South China AA 2-1 Lai Sun
- 1991-1992 : Ernest Borel 1-0 Instant-Dict FC
- 1992-1993 : Eastern AA 1-0 Ernest Borel
- 1993-1994 : Eastern AA 4-1 Happy Valley AA
- 1994-1995 : Hong Kong Rangers 3-0 Eastern AA
- 1995-1996 : South China AA 4-1 Golden FC
- 1996-1997 : Instant-Dict FC 2-1 beo Sing Tao SC
- 1997-1998 : Instant-Dict FC 3-1 South China AA
- 1998-1999 : South China AA 1-0 beo Instant-Dict FC
- 1999-2000 : Happy Valley AA 7-2 Orient & Yee Hope Union
- 2000-2001 : Instant-Dict FC 2-1 South China AA
- 2001-2002 : South China AA 1-0 Xiangxue Sun Hei
- 2002-2003 : Xiangxue Sun Hei 2-1 ap Hong Kong Rangers
- 2003-2004 : Happy Valley AA 3-1 Kitchee SC
- 2004-2005 : Xiangxue Sun Hei 2-1 ap Happy Valley AA
- 2005-2006 : Xiangxue Sun Hei 1-0 Happy Valley AA
- 2006-2007 : South China AA 3-1 Happy Valley AA
- 2007–2008 : Citizen AA 2–0 Wofoo Tai Po
- 2008–2009 : Wofoo Tai Po 4–2 TSW Pegasus
- 2009–2010 : TSW Pegasus 2–1 Citizen AA
- 2010-2011 : South China AA 2-1 ap Wofoo Tai Po
- 2011–2012 : Kitchee SC 3–3 (tab 5-3) TSW Pegasus
- 2012–2013 : Kitchee SC 1–0 Sun Pegasus
- 2013–2014 : Eastern AA 1–0 ap Kitchee SC
- 2014–2015 : Kitchee SC 2–0 ap Eastern AA
- 2015–2016 : Hong Kong Pegasus FC 1–1 (tab 4-3) Yuen Long SA
- 2016-2017 : Kitchee SC 3-0 South China AA
- 2017-2018 : Kitchee SC 2-1 Wofoo Tai Po
- 2018-2019 : Kitchee SC 2-0 Southern
- 2019-2020 : Eastern AA 2-0 R&F
- 2020-2021 : Annulé
- 2021-2022 : Annulé
- 2022-2023 : Kitchee SC 7-1 Hong Kong Rangers
- 2023-2024 : Eastern SC 3-2 ap Sham Shui Po SA (en)
- 2024-2025 : Eastern SC 3-1 Hong Kong Rangers